# شهرستان جینچوان
شهرستان جینچوان (به لاتین: Jinchuan County) یک منطقهٔ مسکونی در چین است که در ولایت خودمختار نگاوا تبتی و کیانگ واقع شده‌است.